# Deris Umanzor
Deris Ariel Umanzor Guevara est un footballeur international salvadorien né le 7 janvier 1980 à Santa Rosa de Lima (Salvador). Actuellement dans le Championnat du Salvador avec le CD Águila, il évolue au poste de défenseur.